# Teatro Español Universitario
El Teatro Español Universitario (T.E.U.) fue una agrupación teatral española creada en 1941. El TEU sirvió de modelo para nuevas compañías en otros distritos universitarios, por lo que es habitual cuando se habla de "teatro español universitario" no pensar en un único grupo sino en la producción de una treintena de agrupaciones, los diferentes teus que realizaron su actividad en la España desde los años cuarenta hasta la llegada de la Transición.

## Historia
Se ha considerado, como antecedente más próximo del TEU, a La Barraca, agrupación teatral universitaria liderada por Federico García Lorca entre 1932 y 1936. En aquel colectivo abierto a todas las ideologías, se encontraba también Modesto Higueras que, al finalizar la guerra civil española, en septiembre de 1939, fundaría el Teatro Nacional de las Organizaciones Juveniles, germen de lo que dos años después fue el primer TEU. Se da como fecha de partida de esta agrupación el 23 de marzo de 1941 con el estreno de la obra La mujer por fuerza de Tirso de Molina. Hasta el año 1944, el TEU se situó en el ámbito del Sindicato Español Universitario. A partir de ese año y hasta 1956 pasó a depender de la Asesoría Nacional de Cultura y Arte del Frente de Juventudes.
Higueras dirigió el primer periodo del TEU hasta 1951. Bajo su coordinación se pusieron en escena medio centenar de obras, entre ellas: Fuenteovejuna, de Lope de Vega, La vida es sueño de Calderón de la Barca, algunos Entremeses de Miguel de Cervantes, y El sí de las niñas de Leandro Fernández de Moratín. Tras la marcha de Modesto Higueras, fue su hermano Jacinto quien asumió la dirección de la compañía hasta 1955.
Algunos estudiosos consideran la época dorada del TEU cantera de profesionales de la escena y, en cierto modo, un hito en el panorama artístico de la posguerra en España. También apuntan como montaje más importante el estreno en 1952 de Tres sombreros de copa, de Miguel Mihura .
Entre los profesionales del espectáculo que, de una u otra manera, estuvieron vinculados al TEU, cabe citar a realizadores como Gustavo Pérez Puig, y una larga lista de tan dispares como reconocidos actores, entre ellos: José María Rodero, Fernando Fernán Gómez, José Luis López Vázquez, Nati Mistral, María Jesús Valdés, Matilde Conesa, Alicia Hermida, Valeriano Andrés, Paco Valladares, Fernando Guillén, Gemma Cuervo, Jesús Puente, José Segura, Juanjo Menéndez o Alfredo Landa.